# Lubomir Kavalek
Lubomir (Lubosh) Kavalek (en tchèque : Lubomír Kaválek) est un joueur d'échecs américain d'origine tchécoslovaque, né le 9 août 1943 et mort le 18 janvier 2021. Il reçut le titre de grand maître international par la Fédération internationale des échecs en 1966 et fut classé dixième joueur mondial en 1974. Kavalek signait aussi des rubriques d'échecs dans Chess Life & Review , le British Chess Magazine, The Washington Post et The Huffington Post.

## Biographie et carrière

### Émigrations vers l'Ouest

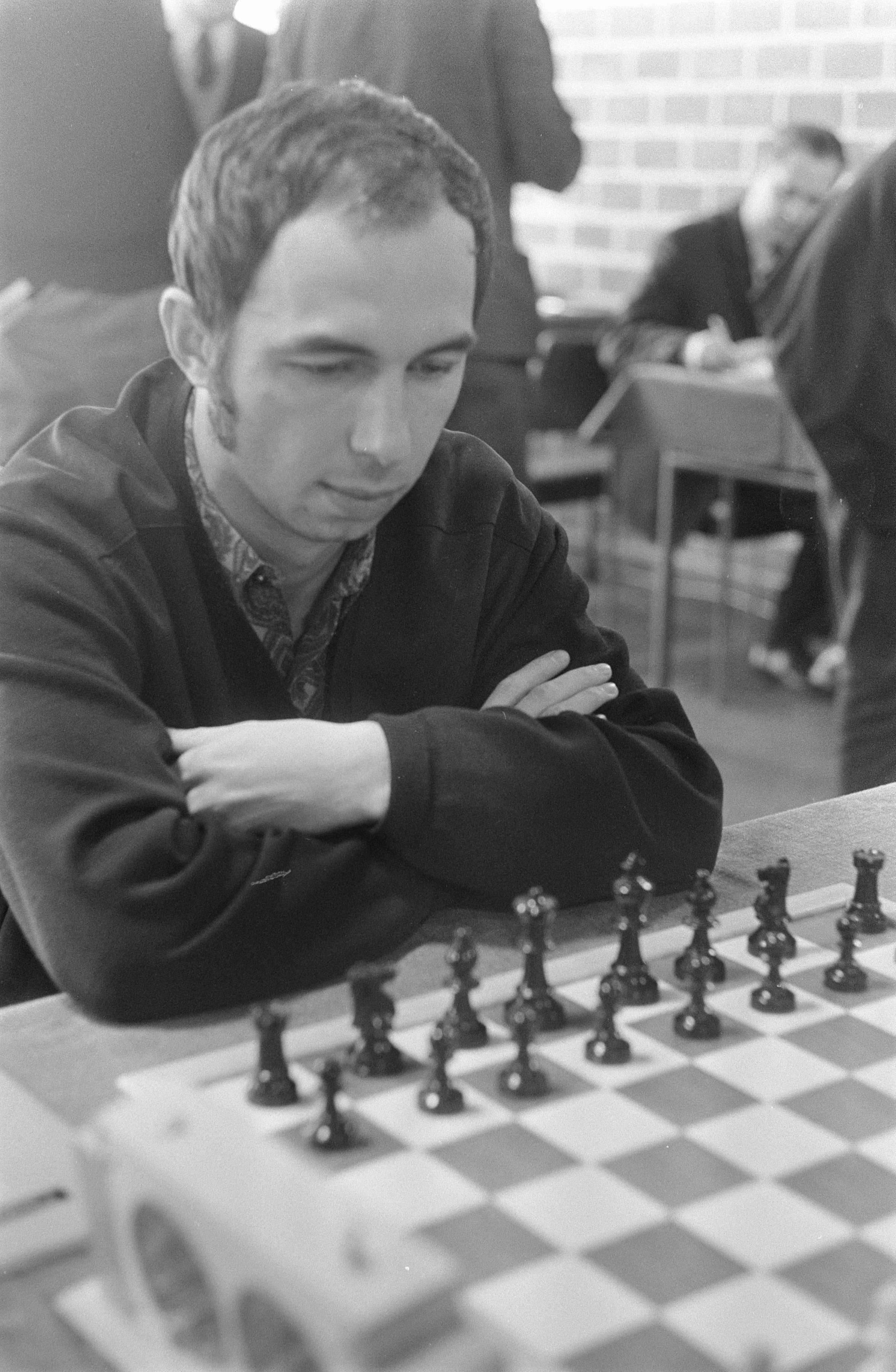
Kavalek au tournoi de Wijk aan Zee en 1969.

Lubomir Kavalek est né à Prague. En 1948, son père qui était résistant, passa la frontière avec la zone d'occupation américaine en Allemagne et s'y installa, laissant sa femme s'occuper de son fils. Celui-ci ne reverra son père que 15 ans plus tard.
Lubomir découvrit les échecs à onze ans, en 1954. Il remporta le championnat de Tchécoslovaquie d'échecs en 1962 et en 1968 ainsi que le tournoi IBM d'Amsterdam en 1968.
Quand les chars soviétiques firent irruption à Prague en août 1968, Kavalek participait au mémorial Rubinstein à Polanica-Zdrój en Pologne, où il termina second. Kavalek, qui a toujours détesté le communisme, décide d'émigrer à l'Ouest plutôt que de regagner une Tchécoslovaquie aux mains des soviétiques. Avec ses gains de tournoi, il achète de la vodka, qu'il utilise pour soudoyer des garde-frontières et passer la frontière de la RFA.

### Carrière de joueur
En 1970, Kavalek remporta le tournoi de Caracas en 1970 avec 13 points sur 17, un point devant Stein, Panno, Benko, Ivkov et Karpov.
Après sa victoire au tournoi de Caracas, il émigra aux États-Unis, dont il acquit la nationalité plus tard.
Kavalek participa à neuf olympiades : deux fois avec la Tchécoslovaquie (en 1964 et 1966, il jouait au quatrième échiquier) et sept fois dans l'équipe des États-Unis de 1972 à 1986 (trois fois au premier échiquier, deux fois au deuxième échiquier, une fois au troisième et au quatrième échiquier), remportant cinq médailles de bronze et une médaille d'or (en 1976) par équipe avec les États-Unis.
En 1972 Kavalek fut reporter à Reykjavik lors du championnat du monde d'échecs 1972 et un des secondants de Bobby Fischer dans la deuxième moitié du match (à partir de la treizième partie).
En 1972, il finit à la 1re-3e place ex æquo du championnat des États-Unis d'échecs mais perdit le départage pour la première place. Il remporte le titre de champion des États-Unis, ex æquo avec John Grefe en 1973, et seul en 1978, finissant le tournoi invaincu avec dix victoires et quatre parties nulles, un point devant le second, James Tarjan.

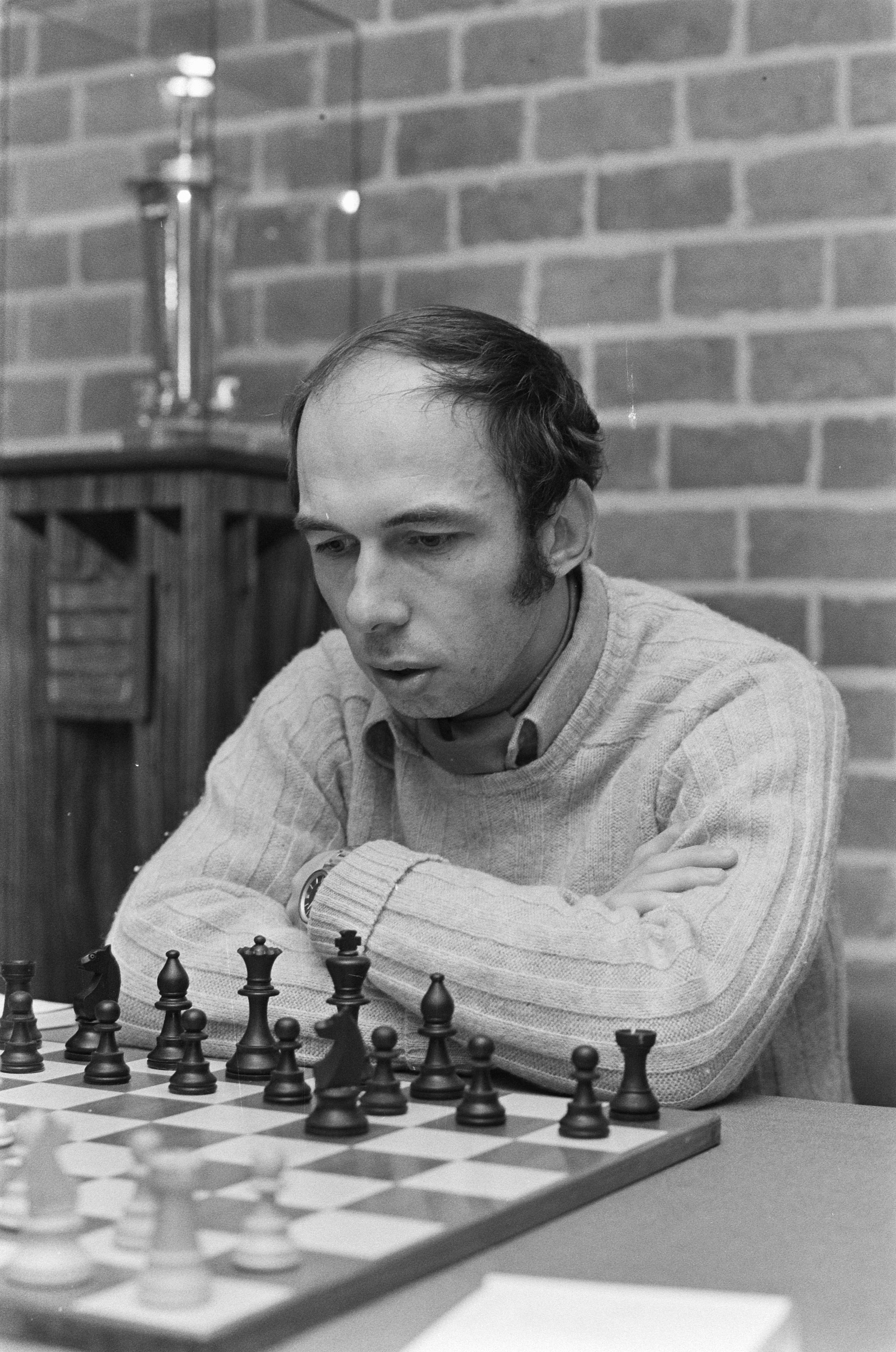
Lubomir Kavalek en 1975

En 1973, Kavalek remporta quatre tournois : Lenzarote (devant Andersson), Netanya (devant Reshevsky), Montilla (ex æquo avec Pfleger) et Bauang (devant Ivkov, Quinteros et Larsen). En 1978, il remporte un match contre le grand maître suédois Ulf Andersson avec le score de 6,5 à 3,5. Kavalek remporte le championnat international d'Allemagne de l'Ouest en 1981.
Dans les cycles des qualifications au championnat du monde d'échecs, Kavalek se qualifia pour trois tournois interzonaux :
- Sousse 1967 : 13e-14e places, Kavalek annula sa partie avec Bobby Fischer) ;
- Manille 1976, il finit septième ex æquo ;
- Subotica 1987, où il se retira après six parties pour raisons de santé (Kavalek arriva au tournoi avec une bronchite).

Il remporta deux coupes d'Europe des clubs avec l'équipe du SG Solingen (1975-1976 et 1990).
Kavalek a fait partie du top 100 des échecs de façon ininterrompue de juillet 1971 (le début de la publication du classement mondial par la Fédération internationale) à juillet 1991, avec une meilleure place de dixième joueur mondial et un classement Elo de 2 625 points en mai 1974.

### Entraîneur et chroniqueur
Il est le spécialiste des échecs du Washington Post de 1986 à 2010. Depuis mai 2010, il publie ses chroniques sur le site du Huffington Post. Il est aussi le rédacteur en chef des éditions RHM Press à New York de 1973 à 1986.
Comme directeur exécutif de la Grandmaster Association, Kavalek a organisé la série de la Coupe du monde GMA en 1988-1989.

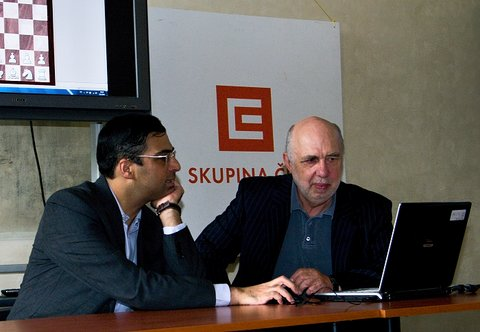
Anand et Kavalek en 2011.

Kavalek a poursuivi une carrière d'entraîneur remarquée, travaillant avec Yasser Seirawan et Robert Hübner. Kavalek a aussi été l'entraîneur du britannique Nigel Short dans ses matchs victorieux contre l'ancien champion du monde Anatoli Karpov et contre le champion néerlandais Jan Timman, victoires qui permirent au britannique d'affronter Garry Kasparov lors du championnat du monde d'échecs en 1993. Short et Kavalek mirent fin à leur collaboration peu après le début du match, que Kasparov remporta nettement. Short et Kavalek se critiquèrent ensuite mutuellement dans des articles publiés.

### Dernières années
Kavalek résidait à Reston, en Virginie où il meurt le 18 janvier 2021. Fumeur depuis sa jeunesse, il était malade d'un cancer.

## Parties remarquables
- Goufeld-Kavalek, olympiade universitaire (championnat du monde par équipe des étudiants), Mariánské Lázně, 1962, 0-1[7].

Victoire du jeune Kavalek contre le grand maître soviétique Edouard Goufeld. Selon Larry Evans, l'équipe de football de Goufeld avait battu celle de Kavalek la veille, et Kavalek cherchait une revanche. La position finale est extraordinaire : les Noirs, qui ont une tour de moins, ont encore tous leurs pions, et ceux-ci viennent à bout des Blancs.
- Portisch - Kavalek, Wijk aan Zee, 1976, 1/2-1/2[8]

Dans cette partie remarquable de Kavalek, il sacrifie une dame pour un fou contre le grand maître hongrois Lajos Portisch.

## Publications
- (en) Lubomir Kavalek, Efim Geller, Svetozar Gligorić et Boris Spassky, The Najdorf Variation of the Sicilian Defense, RHM Press, 1976 (ISBN 0-89058-221-1)
- (en) Lubomir Kavalek, Wijk aan Zee Grandmaster Chess Tournament 1975, RHM Press, 1976 (ISBN 0-89058-214-9)
- (cs) Lubomir Kavalek, Tilburg 1977 – Sachovy turnaj velmistru, SACHInfo, 2002 (ISBN 80-86595-00-5)
- (en) Lubomir Kavalek, World Cup Chess: The Grandmasters Grand Prix, 1990
- (en) Lubomir Kavalek (trad. Irena Kavalek, écrit en collaboration avec Jan Novák (en)), Life at Play. A Chess Memoir, New in Chess, 2022, 352 p.